# Namborn
Namborn är en kommun och ort i Landkreis St. Wendel i förbundslandet Saarland i Tyskland.
De tidigare kommunerna Baltersweiler, Eisweiler, Furschweiler, Gehweiler, Heisterberg, Hirstein, Hofeld-Mauschbach och Pinsweiler, Roschberg  uppgick i Namborn 1 januari 1974.